# Luís da Sicília
Luís da Sicília, apelidado "o menino" (1337 - 16 de outubro de 1355) foi rei da Sicília, com o nome de Luís I.

## Biografia
Era filho do rei Pedro II e de Isabel de Coríntia. Com a morte de seu pai em 1342 tornou-se, com somente cinco anos, em rei do reino da Trinácria, sob a regência do Duque de Radazzo, João de Aragão e de sua mãe. Residiu até 1347 em Randazzo.
Seu reinado atravessou por um delicado período de crises econômica e de instabilidade política. Durante o inverno de 1347 chegou também uma grande epidemia de peste que durou um ano, levando a população ao declínio.
Justamente antes de morrer, em 1348 o duque de Randazzo designou a regência ao catalão Blasco II, coisa que não foi bem recebida pela nobreza local siciliana. A rivalidade entre as famílias latinas, partidárias da casa de Anjou e das famílias catalãs, partidárias da Coroa de Aragão degenerou finalmente em uma guerra civil no ano seguinte. Luís teve que enviar o exército real contra a família dos Chiaramonte. Em 1350 chegou-se a um acordo de paz.
Por causa da morte pela peste do filho de João de Aragão em 1355, Luís abandonou a fortaleza de Agira e refugiou-se no Castelo de Aci, tentando escapar da epidemia. No entanto, a pandemia chegou até o jovem rei que morreu na fortaleza em 16 de outubro, com tão somente 17 anos. No entanto, apesar da idade tenra, deixou dois filhos naturais:
1. Antônio, casado com Beatriz de Ejérica, bisneta do rei Jaime I de Aragão;
2. Luís, barão de Tripi.[1]

Seu túmulo encontra-se na catedral de Catania. Está enterrado junto ao rei Frederico III da Sicília e João de Aragão.